# Chuanjiesaurus
Chuanjiesaurus (Chuanjiesaurus anaensis) – zauropod prawdopodobnie należący do rodziny Mamenchisauridae.
Żył w epoce jury środkowej (ok. 165-159 mln lat temu) na terenach wschodniej Azji. Długość ciała ok. 25-27 m, wysokość ok. 6 m, masa ok. 30-40 t. Jego szczątki znaleziono w Chinach (w prowincji Junnan).
Był to jeden z największych dinozaurów, jakie żyły w Azji. Opisany na podstawie trzech fragmentarycznych szkieletów, m.in. niekompletnej czaszki i kości nogi o dł. 1,2 m.